# Kristianstads enskilda bank

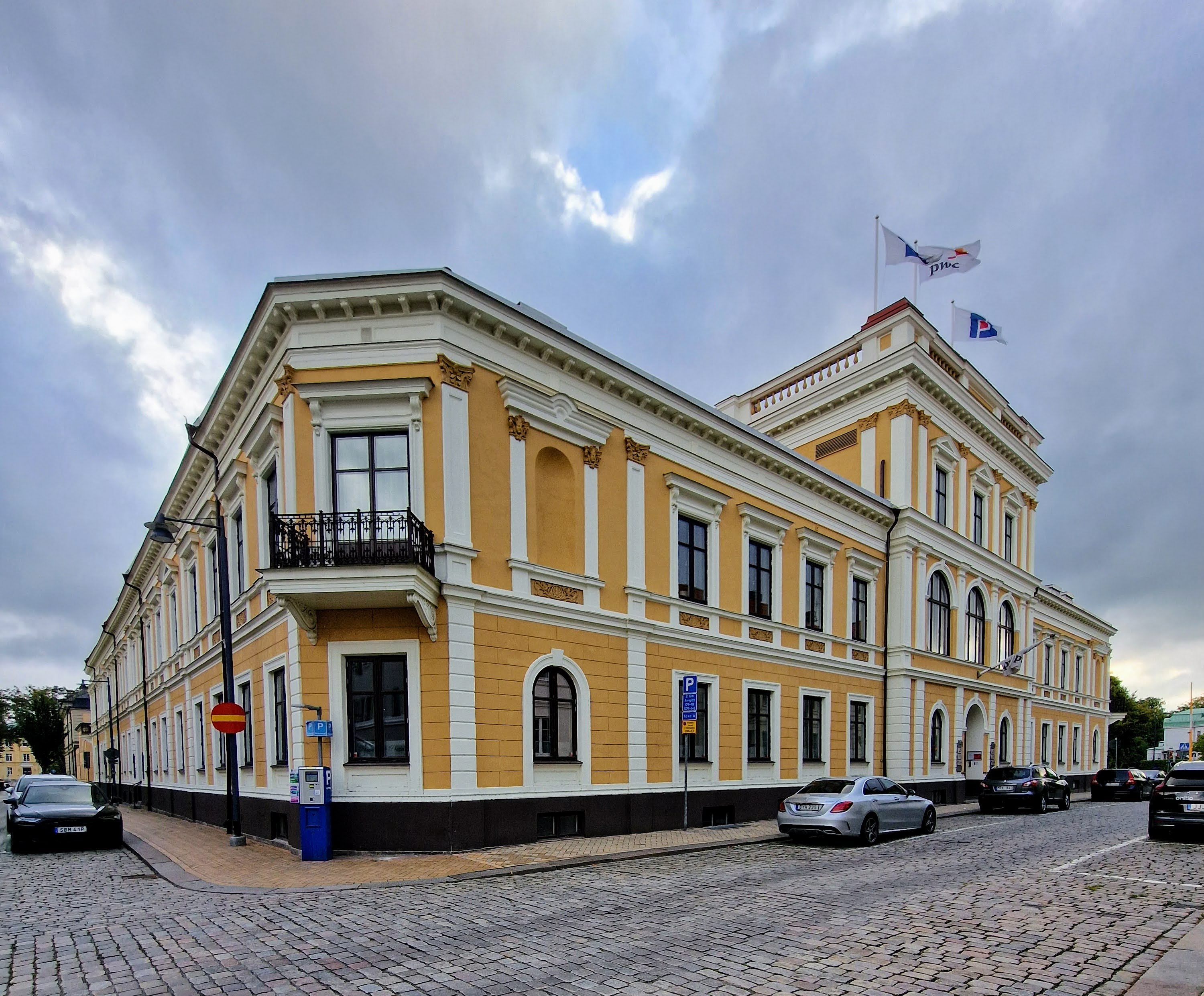
Stadshuset Enskilda banken i Kristianstads huvudkontor 1892 till 1901

Kristianstads enskilda bank grundades 1865 med säte i Kristianstad. Efter att problem uppstått genom dåliga affärer på bankens Stockholmskontor fördes verksamheten år 1901 över till Bankaktiebolaget Södra Sverige.

## Huvudkontoret
I sydöstra Kristianstad på en tomt som varit obebyggd sedan den stora stadsbranden 1847 uppfördes ett stadshus åren 1870-71. Arkitekten var Johan August Westerberg. Byggnaden byggdes med tegel till två våningars höjd utmed tomtens tre gator. Mittpartiet med fasad mot Tivoligatan fick tre våningar liksom fasaderna mot gården. Stadshuset öppnades hösten 1871 och inrymde bl.a. banklokaler, restaurang, resanderum, sällskapslokaler och bostäder. Festsalen i mitten med två våningars höjd invigdes i januari 1872.
Christianstads Enskilda Bank övertog stadshuset 1892. Efter bygglov blev festsalen banklokal. Ritningarna visar att det fanns ett café och matsalar i bottenvåningen i nordöstra delen av huset. År 1901 blev Bankaktiebolaget Södra Sverige ny ägare då de övertog Kristianstads enskilda bank. Därefter inrymdes Stadshotellet i byggnaden.  Aktiebolaget Stockholms Handelsbank blev ägare 1919 efter att ha övertagit Bankaktiebolaget Södra Sverige.

## Aktiebolag och likvidation
1901 stod det klart att sedelutgivningsrätten för banken skulle upphöra den 1 augusti och banken beslutade att den skulle ombildas från enskild bank till aktiebolagsbank. 1902 hölls bolagsstämma i Helsingborg och då likviderades banken efter att ekonomiska svårigheter hade uppkommit genom Stockholmskontorets bristfälliga förvaltning. Huvudstyrelsen ansåg att den blivit vilseförd. Stämman beslutade att ge ansvarsfrihet med rösterna 866 mot 622. Bankens verksamhet togs sedan över av Bankaktiebolaget Södra Sverige.